# Тосєй-Мару (5484)
Тосєй-Мару (5484) — транспортне судно, яке під час Другої світової війни брало участь у операціях японських збройних сил на Тихому океані. Відоме як Tosei Maru або Tohsei Maru.
Судно спорудили в 1926 році на верфі Uraga Dock для компанії Yamashita Kisen.
Є відомості, що в 1938 році «Тосєй-Мару» реквізували для потреб Імперського флоту Японії. 
12 грудня 1943-го «Тосєй-Мару» перебувало у північній частині Молуккського моря, де було виявлене та потоплене американським підводним човном USS Tuna.